# Valentina Figuera
Lourdes Valentina Figuera Morales est née le 16 juin 2000 à Puerto La Cruz, est un mannequin vénézuélien. Dans la partie du concours de beauté, elle a représenté le Venezuela à Miss Grand International 2019, où elle a remporté le titre. Elle est la première femme vénézuélienne à remporter le titre de Miss Grand International,,.

## Biographie
Figuera est née à Puerto La Cruz, au Venezuela, le 16 juin 2000, avec sa sœur jumelle, Verónica. Elle est mannequin et étudiante en architecture à l'Institut universitaire polytechnique Santiago Mariño à Puerto La Cruz.

## Concours de beauté

### El Concurso by Osmel Sousa 2018
En 2018, Figuera et sa sœur jumelle ont participé à El Concurso by Osmel Sousa, un concours de beauté et une émission de télé-réalité vénézuélienne. Figuera a remporté la compétition et est devenue candidate à Miss Grand International 2019.

### Miss Grand International 2019
Figuera a représenté le Venezuela à Miss Grand International 2019 et a remporté la compétition, qui s'est déroulée le 25 octobre 2019 au Poliedro de Caracas à Caracas, au Venezuela. Elle a été couronnée par la détentrice du titre sortante, Miss Grand International 2018, Clara Sosa du Paraguay.
Le 27 mars 2021, à Bangkok, en Thaïlande, Figuera a couronné Abena Appiah des États-Unis comme sa successeure.